# شهرك روستايي نصر
شهرك روستايي نصر هي قرية في مقاطعة أرومية، إيران. يقدر عدد سكانها بـ 216 نسمة بحسب إحصاء 2016.